# خاستگاه ارامنه

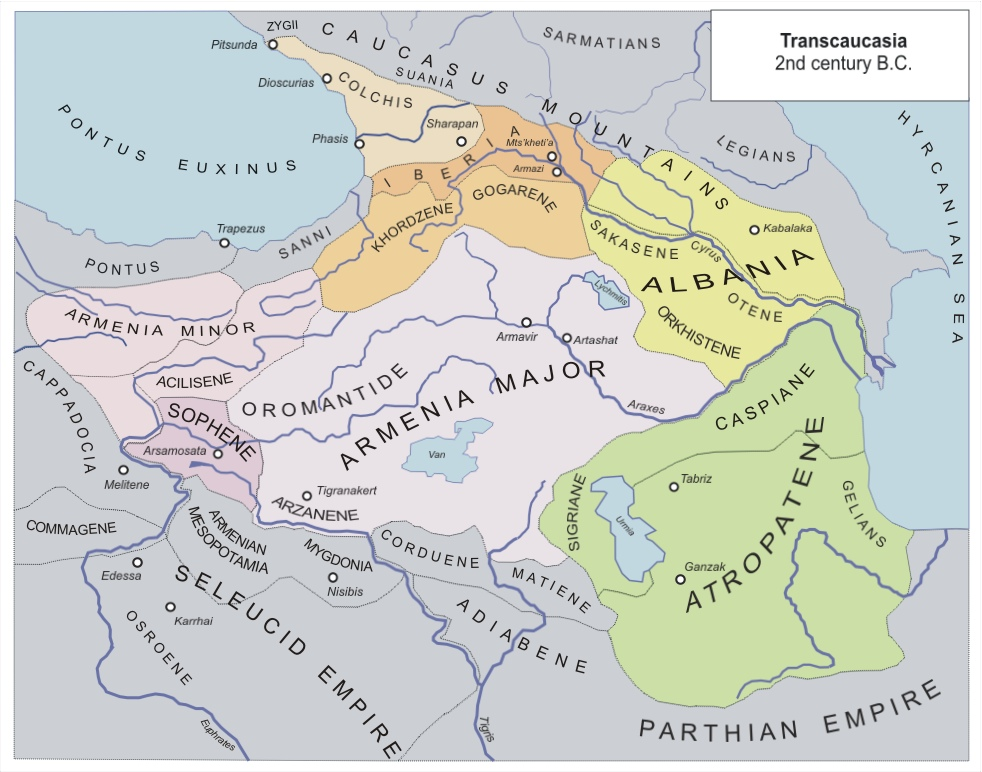
قفقاز در قرن دوم قبل از میلاد

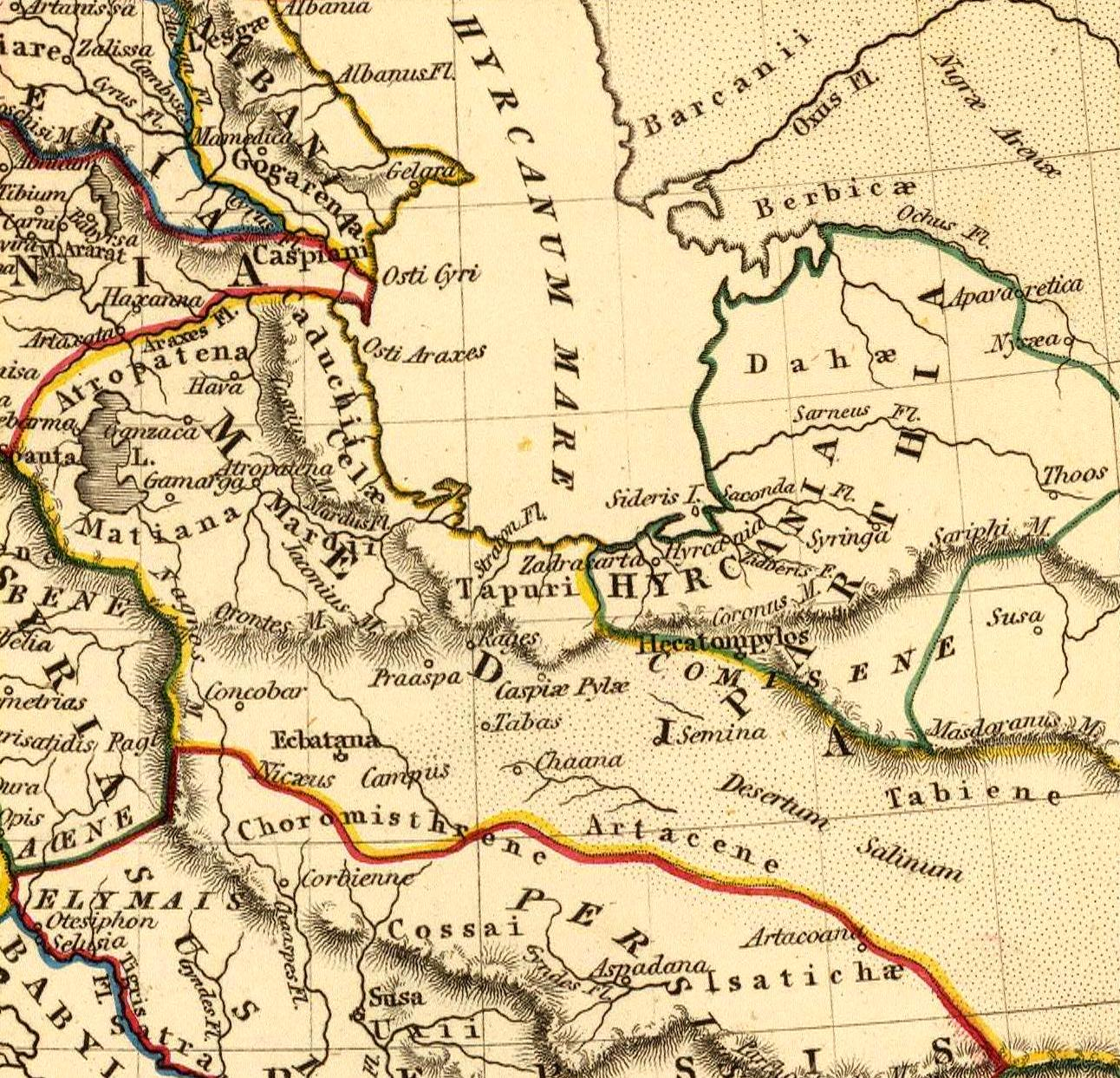
موقعیتها در قرن دوم قبل از میلاد

خاستگاه تاریخ ارمنستان یا ریشه ارامنه یا خاستگاه ارامنه (انگلیسی: Origin of the Armenians) از لحاظ قومیتی از ادغام تدریجی اقوام مهاجر هند و اروپایی (قوم آرمن) با اقوام بومی قدیمی تر ساکن در سرزمین کوهستانی ارمنستان مانند هوری‌ها، اورارتویی، لوویان و هایاسا حاصل شده‌است. در نتیجه ارمنیان از همان آغاز در موطن اصلی خود همواره از ادغام اقوام گوناگون پدید آمده‌اند. سرزمین ارمنستان بوسیله کوه‌ها به چندین منطقه مجزا تقسیم می‌شده‌است (مانند منطقه واقع در دره ارس، یا منطقه‌ای که از دغوبایزید تا ارزروم گسترده‌است؛ یا منطقهٔ دریاچه وان و پس از آن)، و این مناطق بسیار بزحمت می‌توانستند با یکدیگر ارتباط بگیرند.

ایالت‌های قلمرو پادشاهی ایبری در طول حکومت پارناواز یکم

## ریشه و یافته‌های تمدنی

### زوراتس کارر
زوراتس کارِر یا کاراهونج «به معنی سنگ‌های قادر»، به لاتین Karahunj , که یک مجموعه از دنیای باستان است در حوالی شهر سیسیان و در استان سیونیک واقع است، این بنا شبیه به، استون‌هنج یادمانی پیشاتاریخی در دشت سالزبری ویلتشر در جنوب انگلستان است، اهمیت ویژه این اثر از این لحاظ است که این امر به اثبات رسیده‌است که مجموعه «زوراتس کارر» ارمنستان در هزاره ششم (پیش از میلاد) بنا شده‌است.

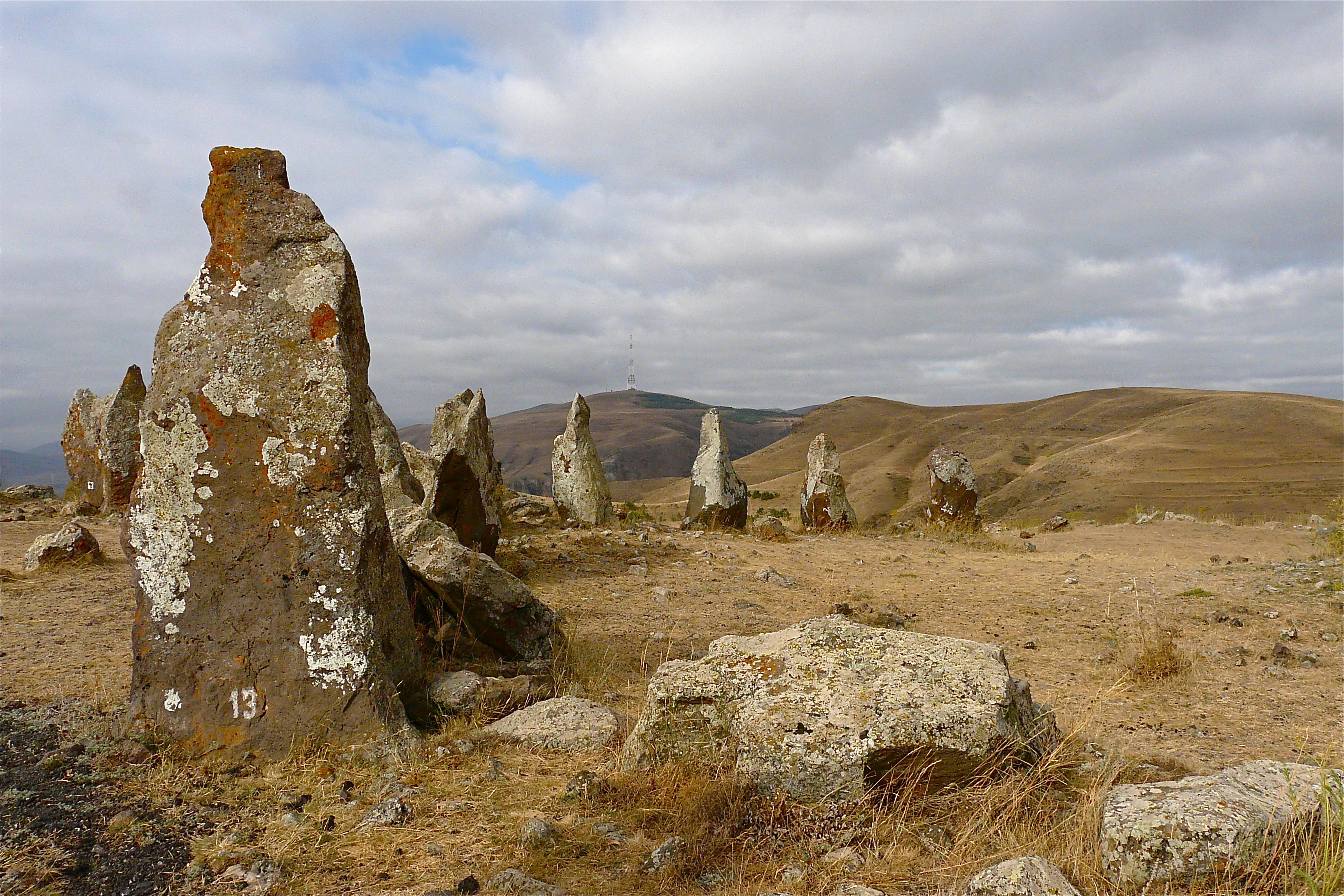
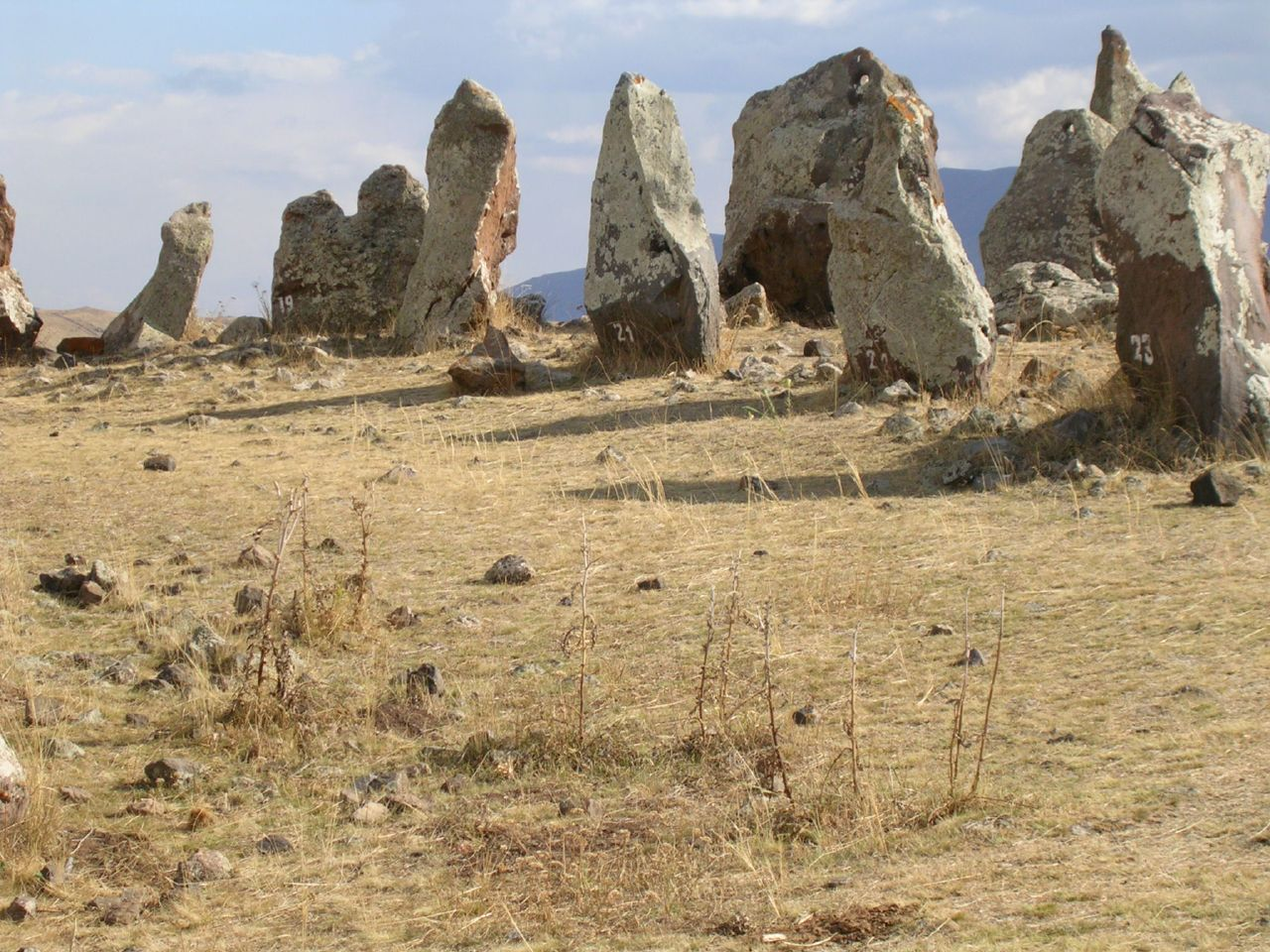

## تقویم تاریخی
دوران منتج از پارینه سنگی تا عصر سنگ در ارمنستان با یک سری مناطق مسکونی جلوه می‌کند که تاریخ آن‌ها به دوران بین اواسط هزاره هفتم تا اواسط هزاره پنجم (پیش از میلاد) برمی گردد. هنر کاربرد سنگ در این تاریخ در بین این مردمان به حد تکاملی خود رسیده‌است و ابزارها صیقل داده می‌شوند و در نتیجه تبرهای دسته دار سنگی امکان ساختن وسایل نقلیه نظیر ارابه و قایق را می‌دهند.
سپس در هزاره سوم قبل از میلاد، در اجتماعات پیشرفته تر آن زمان، دوران تشکیل حکومت می‌بود و در نتیجه حکومت مصر و اکد و سومریان، در جلگه‌های دجله و فرات با کتابت و تمدن عالی خود به وجود می‌آیند و تمدن آن‌ها به‌طور وسیع در کشورهای همجوار از جمله سرزمین کوهستانی ارمنستان اثر می‌گذارد. سرزمین کوهستانی ارمنستان در آن زمان سرزمینی است با کوهستان‌های بلند و دژی طبیعی که حصارهای آن از دشت قفقاز جنوبی گرفته تا آناتولی و از دریای سیاه تا دشت میان رودان گسترده‌است. این سرزمین مرتفع و وسیع مرکب بوده‌است از چندین رشته‌کوه، که در میان آن‌ها کوه‌های پونتیک و رشته کوه‌های توروس از همه مهمتر بوده‌اند و همچنین چندین رودهای بزرگی از جمله ارس و دوشاخه رود فرات و مسیر فوقانی دجله در سرزمین این مردمان جریان داشته‌است. از بین قله‌های بلند این سرزمین، بلندترین آن‌ها کوه آرارات بوده‌است.

## قوم هوری
هوری‌ها، در کوه‌های ارمنستان ریشه داشته و از آنجا پدیدار شده‌اند. زبان اصلی آنان، اینک از میان رفته، اما گفته می‌شود ممکن است که با زبان‌های گرجی و قفقازی خویشاوند باشد. مقالات بسیاری نیز از مجلات علمی شناخته شده پیوستگی میان زبان‌های هوری- اورارتویی و ارمنی را ثابت کرده‌اند. مردم هوری- اورارتویی به زبان قفقازی شمال شرقی سخن می‌گفته‌اند. دانش‌پژوهی‌ها نشان می‌دهد که زبان اورارتویی به زبان هوریانی شبیه است و زبان ماننایی نیز از زبان هوریانی انشقاق یافته‌است. هوری‌ها و اورارتوها در شرق آناتولی ساکن بودند، برپایهٔ دیدگاه دیاکونوف (دیرین- زبان‌شناس) نیز، عنوان شده‌است که گویش هوریانی به زبانی اورارتویی بسیار شبیه است. دیاکونوف از زبان گوتی را نیز به عنوان زیرگروه زبان هوریانی یاد می‌کند که با زبان‌های مانا خویشاوند بودند.
زبان‌های قفقازی به برخی زبان‌های هندواروپایی نزدیک هستند.
برخی از دانشمندان، حتی شماری بسیاری از دیگر اقوام این ناحیه را مانند مانا، لولوبی، و گوتی به عنوان طوایف یا زیرمجموعه‌های قوم هوری دسته‌بندی می‌کنند. همهٔ این اقوام به هر روی به ترتیبی با هوری‌ها و اورارتوها در طول تاریخ خویشاوند شده‌اند.
از آثاری که به زبان سومری و اکدی و هوریانی در دست است چنین برآورد می‌شود که در کوهپایه‌های غربی زاگروس و آن جایی که بعدها ماد غربی را تشکیل شد، قبایل هوریان و لولوبیان و کوتیان و ظاهراً قبایل دیگری که با ایلامیان قرابت داشتند، زندگی می‌کرده‌اند. مشخص شده‌است قبایلی که به زبان هوریانی سخن می‌گفتند، در هزاره دوم قبل از میلاد در بین‌النهرین شمالی و تا حدی در سوریه و، چنان‌که از برخی نام‌های امکنه و اشخاص بر می‌آید، در سراسر سرزمین کوهستانی ارمنستان پراکنده بودند.
هوری‌ها خود فاقد یک امپراتوری بوده‌اند اما مشخص شده‌است که بیش تر جمعیت پادشاهی میتانی (۱۴۰۰–۱۵۵۰ پ. م) را همین هوری‌ها تشکیل می‌دادند.

## پیدایش و نام ارمنی
بابلیان ساتراپ‌نشین ارمنستان را منطقه «اوراشطو» و «اورالط» [Oralt] می‌نامیدند و پارسیان مردم آن را «آرمینا» می‌خواندند. که بر سنگ نوشته داریوش در شوش و نیز در نقش رستم به صورت «اررمن» آمده‌است.
نام ارمنستان در متون یونانی نیز به گونه‌های «ارمنیا» و مردم آنجا «ارمنیوی» [Armenioi] آمده‌است. گزنفون از ارمنستان و مردم آن به صورت «ارمنیون» یاد کرده‌است. هرودت و استرابون ارمنیان را «ارمنییوی» [Armenion] آورده‌اند.
نام «ارمنیا» نخستین بار در سطر ۱۵ ستون اول متن پارسی کتیبه داریوش اول بر کوه بیستون آمده‌است. در متن عیلامی کتیبه مزبور نام این سرزمین به صورت «هارمی نویا» و در متن آرامی «اررط» آمده‌است. موسس خورناتسی نام ارمنیا را با نام «آرام» مربوط می‌داند.
محققان «اوراشطو» را نیز همان اورارتو دانسته‌اند، در کتیبه‌های آشوری که به خط میخی است، این نام به صورت اورارتو آمده‌است. در کتاب مقدس به صورت آراراط آمده‌است، دولت اورارتو به نام «پادشاهی وان» نیز نامیده می‌شده. حکومت آشور همواره تلاش می‌کرده‌است اقوام ساکن اورارتو را به تابعیت خود درآورد و حکومت‌های خرد در اورارتو را متلاشی سازد.
در مورد پیدایش و نام "ارمنی", موسی خورنی در کتاب خود این گونه می‌نویسد که «ملت ارمنی بخاطر نام هایک سردودمان ارمنیان خود را «های» می‌نامد اما نامی که دیگر اقوام بر آنان بکار می‌برند یعنی «آرمن» یا «ارمن» از نام «آرام» یکی از اخلاف هایک اخذ گردیده‌است.». وی به نقل از گذشتگان می‌نویسد که آرام در پیکارها، پیروزی فراوان کسب کرد و از محدوده ارمنستان فراتر رفت. از این رو دیگر اقوام سرزمین ارمنستان را به نام او نامیده‌اند که یونانیان آن را «آرمن» و ایرانیان و سوریاییان «آرمنیک» می‌نامند. گیراگوس گاندزاکه‌تسی نیز می‌نویسد که مردم ارمنستان به سبب رشادتهای آرام، «ارمن» نامیده شده‌اند. در سنگ‌نبشته‌های «هیتی» اطلاعات خوبی از این نام ذکر شده‌است.

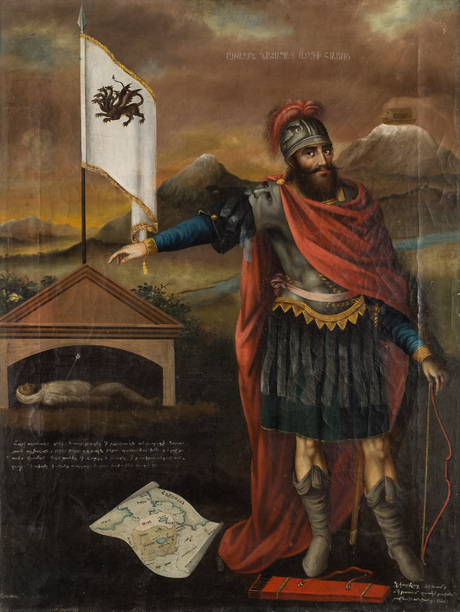
هایک بزرگ بنیان‌گذار ملت آرمن در کنار آرامگاه بل و نقشه کنار آن منطقه دریاچه وان و کوه آرارات، با کشتی نوح را نشان می‌دهد

ملت‌ها و کشورهای دیگر نیز از دیر باز تاکنون ارمنیان و ارمنستان را با تلفظ‌های مختلف کلمهٔ «آرمن» شناخته و می‌شناسند. آنان این کشور را (آرمِنیا، آرمانی، آرمینا، ارمنستان، آرمِنین، اِرمنستان) و به اسامی ای دیگر نامیده و ملت ارمنی را نیز (آرامان، آرمینیان، آدمیانین، آرمِنیر، اِرمَنی و اَرمنی) خوانده‌اند. در نوشته‌های مؤلفان عهد اسلامی چون بلاذری، دینوری، یعقوبی و ابن خردادبه نام این سرزمین «ارمینیه» آمده‌است، گمان می‌رود که صورت معرب «ارمینیا» بوده باشد.
در نوشته‌های عهد ساسانی و پس از آن نام «ارمن» مشهود است، در کتیبه شاپور یکم بر کعبه زرتشت نام فرزند ارشدش هرمزد اردشیر با عنوان «بزرگ ارمنان شاه» آمده‌است.

## ارمنستان اولیه یا اورارتو
سرزمین اورارتو که در متون باستانی به نام «خالدی» در تورات «پادشاهی وان یا آرارات» و در اسناد آشوری «بیاینیلی» نیز آمده‌است، تقریباً همان حیطه جغرافیایی ارمنستان امروزی به اضافه ناحیه وان را در بر می‌گرفت. آنچه به یقین دربارهٔ ارمنستان اولیه یا سرزمین اورارتو شناخته شده، این است که در این خطه مردمی هنرمند و مبارز می‌زیستند و مجموعه ای از اجتماعاتی بودند که در مقابل تهاجمات سهمگین آشوری‌ها ایستادگی کردند و در بسیاری از مواقع موجبات شکست آنان را فراهم آوردند. از فنونی که اورارتوییان را از اقوام مجاور هم عصر خود ممتاز می‌کرد، مهارت آن‌ها در ساختن شبکه‌های آبیاری و آب‌بندها بود.
بنا بر آنچه موسی خورنی تاریخ‌نگار، فیلسوف، مترجم و نویسنده ارمنی نگاشته‌است، در جنگ‌های میان دو دولت اورارتو و آشور، ارمنیان همواره متحدی به نام مادها داشته‌اند و روابط بسیار نزدیک و محکمی نیز میان آن‌ها برقرار بوده‌است. یرواند یکم ساکاواکیاتس، پادشاه ارمنستان، مطیع دولت ماد بود، او به هنگام جنگ بخشی از نیروهای نظامی خود را در اختیار ایشتوویگو قرار می‌داد.

## نبردهای ارامنه و آشور
حکومت آشور در طول تاریخ باستان پیوسته تلاش می‌کرد اقوام ساکن اورارتو را به تابعیت خود درآورد و حکومت‌های کوچکتر واقع در اورارتو را متلاشی سازد. بعنوان مثال سپاهیان اورارتو که همان ارامنه امروزی بوده‌اند، در نبردی تاریخی از سارگون دوم شکستی بسیار سخت خوردند و تعدادی بسیاری از آنها کشته و قتل‌عام گشتند.